# Undercover
Undercover je album grupe The Rolling Stones izdan 1983. godine. Na snimanju ovog albuma došlo je do prvih svađa između Jaggera i Richardsa koji su u narednim godinama gotovo doveli do raspada sastava.

## Popis pjesama
1. "Undercover of the Night" – 4:32
2. "She Was Hot" – 4:41
3. "Tie You Up (The Pain Of Love)" – 4:16
4. "Wanna Hold You" – 3:52
5. "Feel On Baby" – 5:07
6. "Too Much Blood" – 6:14
7. "Pretty Beat Up" – 4:04
8. "Too Tough" – 3:52
9. "All The Way Down" – 3:14
10. "It Must Be Hell" – 5:04

## Singlovi
- "Undercover Of The Night"
- "Too Much Blood"
- "She Was Hot"

## Izvođači
- Mick Jagger - pjevač, usna harmonika, gitara
- Keith Richards - gitara, bas-gitara, pjevač
- Ron Wood - gitara, bas-gitara
- Charlie Watts - bubnjevi
- Bill Wyman - bas-gitara, piano

## Top ljestvice

### Album
| Godina | Ljestvica         | Pozicija |
| ------ | ----------------- | -------- |
| 1983.  | UK Top 100 Albumi | #3       |
| 1983.  | Billboard 200     | #4       |

### Singlovi
| Godina | Singl                     | Ljestvica              | Pozicija |
| ------ | ------------------------- | ---------------------- | -------- |
| 1983.  | "Undercover Of The Night" | UK Top 100 Singles     | #11      |
| 1983.  | "Undercover Of The Night" | The Billboard Hot 100  | #9       |
| 1984.  | "She Was Hot"             | UK Top 100 Singles     | #42      |
| 1984.  | "She Was Hot"             | The Billboard Hot 100  | #44      |
| 1984.  | "Too Much Blood"          | Mainstream Rock Tracks | #38      |

## Vanjske poveznice
- allmusic.com  - Undercover